# Telefoto

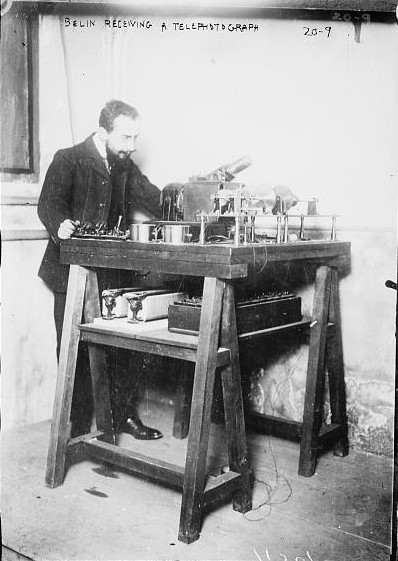
Édouard Belin con un esemplare di belinografo.

La telefoto, o belinografia dall'italianizzazione del nome francese Bélinographe, è un'immagine fotografica ricevuta via linea telefonica (analogica) o telegrafica. Il principio della telefotografia (o fototelegrafia) consiste nella trasformazione dei livelli di luce captati mediante una cellula fotoelettrica in segnali acustici per inviarli via telegrafo, telefono o radio. Alla ricezione, i segnali acustici vengono convertiti in tensione, che modula una lampadina o un'altra fonte di luce per impressionare la carta fotografica o una pellicola fotosensibile.
Nel 1913 il francese Édouard Belin ideò una macchina che scansionava le immagini utilizzando una fotocellula e le trasmetteva lungo normali linee telefoniche. L'apparecchio, chiamato Bélinographe, costituì la base per il servizio di telefoto. L'immagine trasmessa venne chiamata belinogramma. Le agenzie di stampa e i principali quotidiani di informazione si servirono di questa tecnologia a partire dagli anni 1930.
Oggi la telefoto è stata totalmente soppiantata dalle immagini digitali trasmesse attraverso Internet.

## Storia
Dal punto di vista tecnologico e commerciale, la telefoto fu la succeditrice del telediagrafo (telediagraph) di Ernest A. Hummel del 1895, che aveva trasmesso originali in gommalacca su foglio scansionati elettricamente attraverso un circuito dedicato che collegava il New York Herald e il Chicago Times Herald, il St. Louis Republic, il Boston Herald e il Philadelphia Inquirer.
Il Bélinographe di Édouard Belin del 1913, che scansionava utilizzando una fotocellula e trasmetteva su normali linee telefoniche, costituì la base per il servizio di telefoto (chiamato Wirephoto negli USA). In Europa, servizi simili alla telefoto erano chiamati Belino.
Il sistema Bartlane, inventato da Harry G. Bartholomew e Maynard D. McFarlane, era una tecnica inventata nel 1920 per trasmettere immagini digitalizzate di giornali tramite cavi sottomarini tra Londra e New York e fu utilizzato per la prima volta per trasmettere un'immagine attraverso l'Atlantico nel 1921.
La Western Union trasmise la sua prima fotografia nel 1921. La AT&T la seguì nel 1924, e la RCA iniziò a inviare Radiophotos nel 1926.
I primi sistemi di telefoto erano lenti e non riproducevano con qualità accettabile. Nel 1929, Vladimir Koz'mič Zvorykin, un ingegnere elettronico che lavorava per la Western Electric, inventò un sistema che produceva una riproduzione migliore e poteva trasmettere una pagina intera in circa un minuto.
Negli anni '30 le macchine telefoto di una velocità ragionevole erano molto grandi e costose e richiedevano una linea telefonica dedicata. Le aziende di informazione come Associated Press utilizzavano costose linee telefoniche in leasing per trasmettere telefoto. A metà degli anni '30 iniziò una battaglia tecnologica per apparecchiature wirephoto portatili meno costose che potessero trasmettere foto su linee telefoniche standard.
Nel 1934 La Stampa riuscì a pubblicare una fotografia della partita di calcio Italia-Inghilterra sull'edizione pomeridiana (Stampa Sera) che uscì il giorno stesso dell'incontro (14 novembre 1934).
L'Associated Press ha avviato il suo servizio di telefoto nel 1935 e ha detenuto un marchio registrato sul termine "AP Wirephoto" dal 1963 al 2004. La prima foto AP inviata via cavo raffigurava lo schianto di un piccolo aereo avvenuto nel dicembre 1934 sui Monti Adirondack di New York.
Quando il dirigibile della Marina degli Stati Uniti USS ZRS-5 si schiantò nell'Oceano Pacifico (12 febbraio 1935) al largo della costa della California, l'AP Wirephoto trasmise il suo primo disegno, uno schizzo concettuale dell'artista Noel Sickles dello schianto e della ricerca dei sopravvissuti. Secondo Sickles, inizialmente lo staff di Wirephoto non voleva trasmettere il disegno perché non era una foto. Il Wide World News Photo Service del giornale The New York Times aveva appena installato un prototipo di macchina trasmittente di foto a San Francisco il giorno dello schianto. Fu scattata una foto dei sopravvissuti del Macon quando sbarcarono e rapidamente trasmessa a New York City tramite normali linee telefoniche per la pubblicazione la mattina seguente. Nel 1936, una fotocopiatrice e un trasmettitore di foto via cavo che potevano essere trasportati ovunque e necessitavano solo di una linea telefonica standard a lunga distanza furono messi in uso da International News Photos.
Durante la campagna di lancio di volantini degli Stati Uniti sull'Impero giapponese verso la fine della seconda guerra mondiale, Honolulu avrebbe trasmesso alcune immagini radiofotografiche a Saipan raffiguranti i messaggi di volantini proposti per la macchina da stampa di Saipan da produrre.
Dopo la seconda guerra mondiale, durante le sfilate di alta moda a Parigi, Frederick L. Milton disegnava i modelli delle passerelle e trasmetteva i suoi schizzi tramite Bélinographe ai suoi abbonati, che potevano quindi copiare la moda parigina. Nel 1955, quattro importanti stilisti francesi (Lanvin, Dior, Patou e Jacques Fath) fecero causa a Milton per pirateria e il caso andò alla Divisione d'appello della Corte suprema di New York. Wirephoto consentiva una velocità di trasmissione che, secondo gli stilisti francesi, danneggiò le loro attività.

## Galleria d'immagini

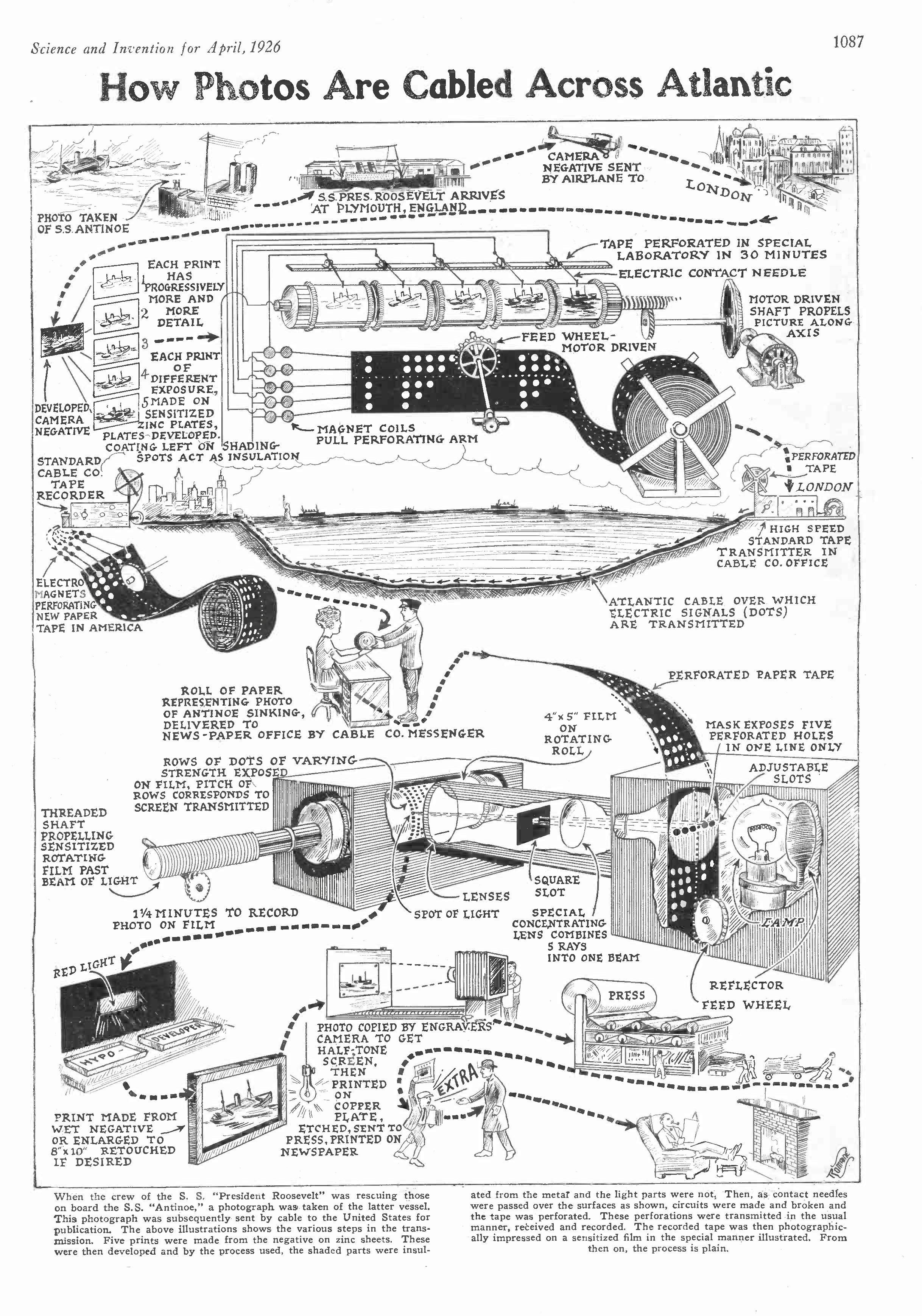
Illustrazione del 1926 di come le foto venivano trasmesse via cavo attraverso l'Oceano Atlantico.
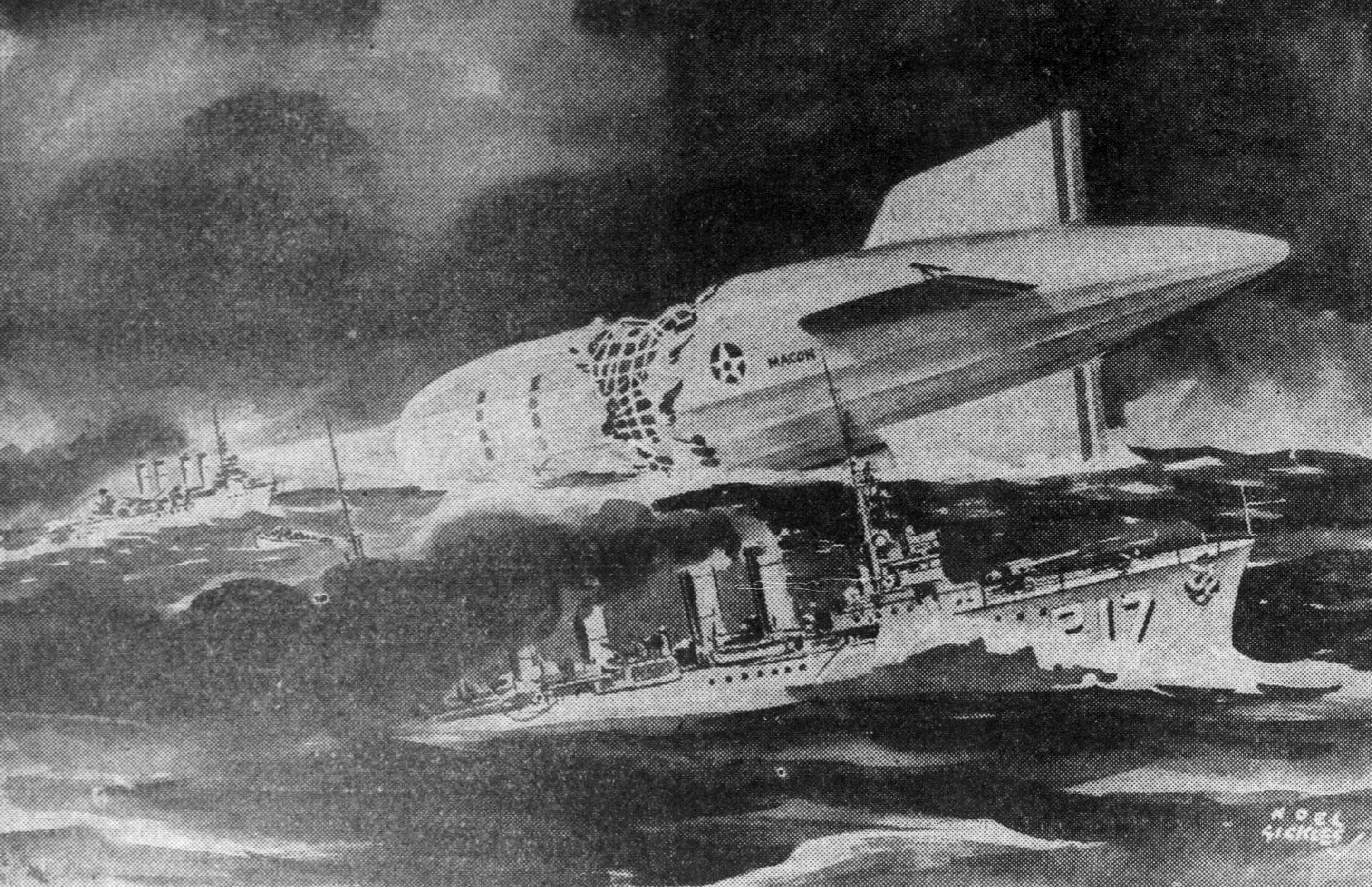
La prima illustrazione trasmessa tramite AP Wirephoto è stato il disegno concettuale di Noel Sickles dello schianto della USS Macon nel 1935.
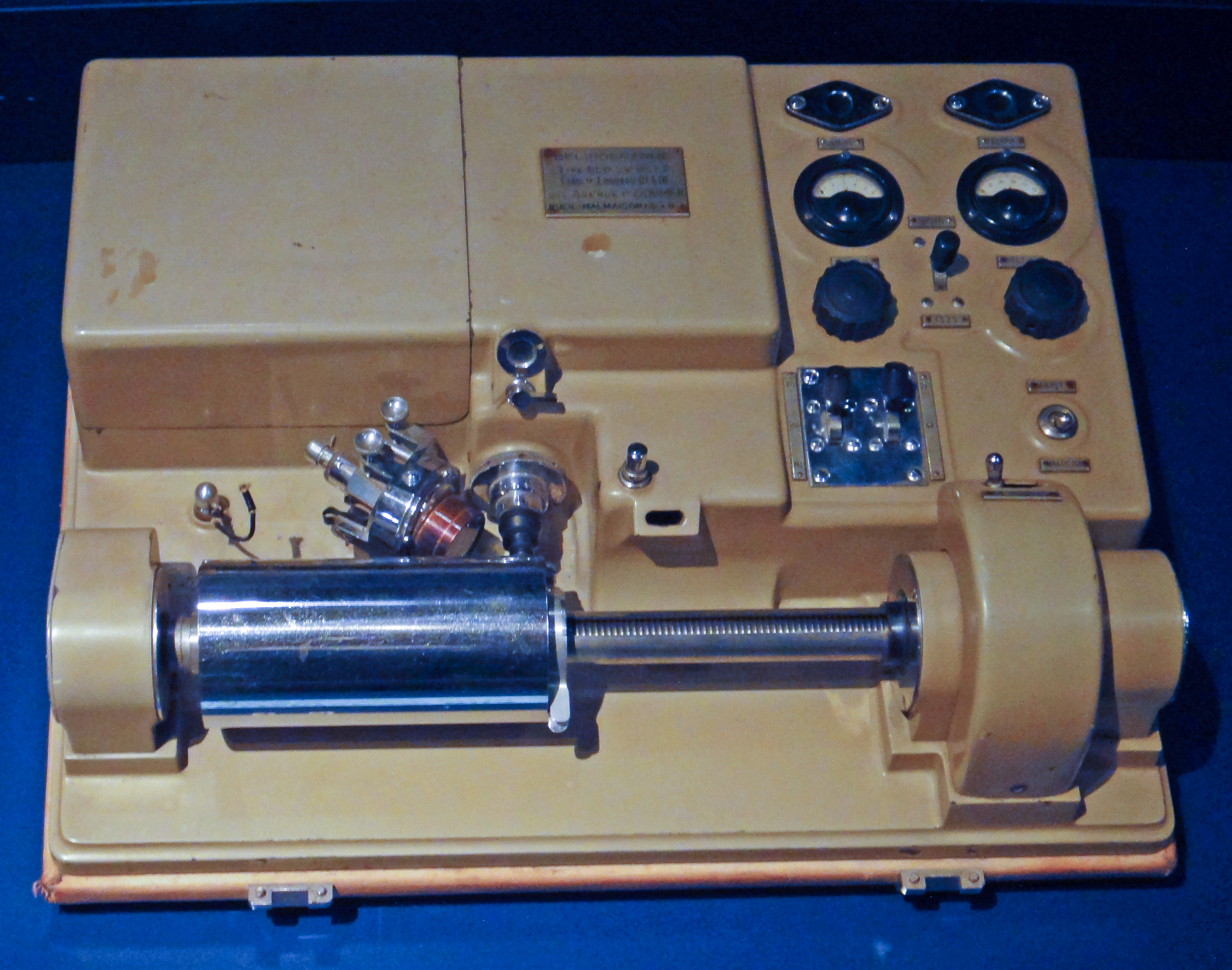
Facsimile e telefotografia: un'immagine ruota mentre si muove lentamente su un cilindro e una cellula fotoelettrica rileva il bianco o il nero, 1953.